# Citadelle de Pise
La citadelle de Pise est un vestige d'une fortification située sur les bords de l'Arno, à l'extrémité nord, de l'ancienne enceinte du centre historique de Pise.
Des structures d'origine du Duecento, aujourd'hui, subsistent les arches en briques insérées dans le long du mur de défense ainsi que les arches du XIVe siècle colmatées des entrepôts. L'édifice est flanquée d'une tour dite Tour Guelfe, datée du milieu du XVe siècle, détruite durant la Seconde Guerre mondiale, elle est reconstruite à l'identique en 1956. Aujourd'hui, la tour est ouverte au public.

## Histoire
Au début du XIIIe siècle, le site de la citadelle se trouve dans la zone des chantiers navals – souhaitée par la république de Pise - comprenant aussi les arsenaux républicains (it) et médicéens. Lors de la première domination florentine, en 1406, les nouveaux seigneurs de Pise transforment définitivement les structures de l'arsenal républicain  et réalise dans la foulée ce qui est, alors, appelée la Cittadella Vecchia (vieille citadelle), pour la distinguer de la nouvelle citadelle, construite à partir de 1440, à l'opposé de la muraille fortifiée de la ville.

## Projet
En octobre 2010, la commune de Pise achète l'aire de la citadelle  (1,7 million d'euros)  - pour une grande requalification urbaine de la zone - où devrait naître un pôle touristique, en 2014, avec le museo delle navi antiche.

## Sources
- (it) Cet article est partiellement ou en totalité issu de l’article de Wikipédia en italien intitulé « Cittadella di Pisa » (voir la liste des auteurs).